# Авторские права работ правительства США
В работе правительства Соединенных Штатов, согласно закону Соединенных Штатов Америки об авторском праве, сотрудники выпускают документы в рамках своих служебных обязанностей.  В соответствии со статьей 105 закона "Об авторском праве", такие произведения не попадают под защиту авторских прав.
Этот закон касается только американского отечественного авторского права, что является особенностью американского Федерального закона. Правительство США утверждает, что такие работы могут иметь авторское право в других странах.
Публикации американского правительства не означают, что работа является общественным достоянием. Например, правительственные публикации могут содержать защищенные авторским правом работы подрядчиков или грантополучателей; защищенные авторским правом материалы, написанные правительством США или защищенную авторским правом информацию из других источников.

## История
Первый Федеральный закон об авторских правах, касающийся правительственных публикаций, был принят в 1895 году. Статья 52 этого закона предусматривала, что копии "правительственных публикаций" не могут быть защищены авторским правом.
До 1895 года в США суды не рассмотрели ни одной претензии по авторскому праву от имени самого Правительства.
Суды, однако, пришли к выводу, что правительственные материалы не являются объектом авторского права в качестве предмета
публичной политики. Однако другие материалы, подготовленные для правительства США их сотрудниками, в частности, записки, конспекты, аннотации, материалы судебных репортеров и др., были оформлены как охраняемые авторским правом от имени государства.
Закон Об авторском праве 1909 года был первым законом "Об авторском праве", учитывающий правительственные издания. Статьей 7 Закона (впоследствии кодифицированного в качестве раздела 8 главы 17 U.S.С.) предусматривалось, что "авторское право распространяется не на любое издание Правительства Соединенных Штатов".

### Авторское право на работы правительства по актам 1895 года
До принятия акта от 1895 года, ни один законодательный акт не регулировал авторские права работ американского правительства. Решения суда устанавливали, что сотрудник федерального правительства не вправе претендовать на авторское право на произведение, подготовленное
правительством.  Другие решения указывали, что частные лица не могут иметь авторского права в
книгах, состоящих из текстов работ Федерального или Государственного суда. Это касается решений, уставов, правил судебной процедуры, и т. д., то есть правительственных указов и постановлений.  Авторским правам было отказано на основаниях публичности политики: такой материал, как законы, государственные правила и решения должны
быть свободно доступны для общественности и известны как можно более широким слоям населения, следовательно не должно быть никаких ограничений на размножение и распространение таких документов.
Вопрос об авторских правах на работы правительства США возник в связи с тем, что в девятнадцатом веке значительная часть публичной печати для государства была сделано по контракту частными издателями. Издатель не будет нести расходы на печать и публикации, не имея на них права. Для того, чтобы государство могло дать эксклюзивные права издателю, ряд государств приняли устав, предусматривающий, что секретари судебных или иных государственных чиновников, которые готовили официальный охраноспособный материал, должны обеспечивать авторское право издателям от имени государства. Такие авторские права в пользу государства были поддержаны судами.

### Закон о печати 1895 года
Закон о печати 1895 года был призван централизовать печать материалов Правительственной типографии и содержал первый нормативный запрет
авторского права в правительственных изданиях. Статья 52 этого закона,
которая всё ещё в силе, предусматривает продажу плиты из гальванопластики, по которой печатается любое правительственное издание, с оговоркой, что авторское право не будет распространяться только на издание, напечатанное по этой плите."

### Закон Об авторском праве 1909 года
Раздел 7 Закона Об авторском праве 1909 года (позже кодифицированного в качестве раздела 8 главы 17 U.S.С.) повествует, что издания Правительства Соединенных Штатов, включающие в себя объекты авторского права, также будут охраняться авторским правом".

### Закон Об авторском праве 1976 года
Разделы об авторском праве, управляющие работой на правительство США, были приняты в 1976 году как часть закона Об авторском праве 1976 года.

#### Производные произведения, состоящие преимущественно из работ правительства
Раздел 403 закона от 1976 года закон ввел новое положение, касающееся документов, состоящих преимущественно из одного или более фрагментов правительственных работ. В сущности, такие работы будут лишены защиты авторских прав, если требуется уведомление об авторских правах. В работе выявляются те участки работы, которые не включают в себя объекты авторского права Правительства США, и поэтому находятся под защитой авторских прав. В тех случаях, когда правительственная работа издана или переиздана для продажи, она, как это часто было на практике, содержала иллюстрации и т. д. и включала общее уведомление об авторских правах от имени коммерческого издателя.

### Производные произведения по Бернской Конвенции и подзаконным актам 1988 года
Бернский Закон об осуществлении Конвенции 1988 года внес изменения в закон, чтобы сделать использовать уведомления об авторском праве дополнительно на экземплярах произведений, опубликованных  после 1 марта 1989 года.  После принятия этого закона уведомление об авторских правах не является необходимым для обеспечения защиты авторских прав.

## Ограничения

### Работы, производимые подрядчиками
В отличие от работ американского правительства, работы, производимые подрядчиками по госконтрактам, защищены и ограничены в соответствии с законом США об авторском праве. Нормы авторского права зависят от условий договора и вида выполняемой работы. Условия договора различаются. Контракты НАСА и военных могут существенно отличаться от гражданских и агентских договоров.

### Переводы
Федеральное правительство может держать авторские права, которые переходят к нему. В закон "Об авторском праве для работ правительства США" не входят работы, созданные Правительством США, но входят им владеющие. Например, в 1837 году, федеральное правительство приобрело рукописи бывшего президента США Джеймса Мэдисона у его вдовы Долли Мэдисон за $30,000. Если это толковать как приобретение авторского права на работы, то это было бы примером такой передачи.

### Исключения
Произведения некоторых независимых агентств, корпораций и федеральных дочерних обществ не могут считаться правительственными работами и поэтому могут охраняться авторским правом. Например, материалы, подготовленные почтовой службой Соединенных Штатов . Так все почтовые марки по состоянию на 1 января 1978 года или после, являются объектом авторского права.

### Авторские права органов государственного, территориального и местного самоуправления в США
Отсутствие защиты авторских прав на произведения правительства Соединенных Штатов не распространяется на произведения американских субнациональных правительств. Таким образом, произведения, созданные органами государственного, территориального и местного самоуправления, могут быть объектом авторского права. Многие Штаты поместили работы в общественное достояние путём отказа от некоторых или всех своих прав согласно закону Об авторском праве. В частности, конституции и законы Калифорнии и Флориды входят в общественное достояние.

### Другие ограничения
Отдельные работы, в частности, логотипы и эмблемы государственных органов,  не охраняемые авторским правом,  защищены другими законами, которые являются похожими по действию закону товарного знака.  Например, авторство логотипа  Центрального разведывательного управления регулируется актом ЦРУ 1949 года (50 U. S. С. 50 U.S. Code § 403m - Transferred ).

## Указы правительства
В США ведомство по авторскому праву считает "указы Правительства", под определение которых попадают судебные и административные постановления, законодательные акты, государственные указы и подобные официальные юридические документы (нормативно-правовые акты), не охраняющимися авторским правом в силу соображений публичного порядка. Это касается всех работ, вне зависимости от того, являются ли они работами федеральных, государственных или местных органов власти.